# Emma (1972)
Emma ist eine Fernsehserie in sechs Episoden der BBC aus dem Jahr 1972. Sie basiert auf dem gleichnamigen Roman von Jane Austen.
Die werktreue Verfilmung hält sich eng an den Roman, besonders was den Witz und den Esprit der Dialoge betrifft. 
Die BBC adaptierte die Romanvorlage erneut im Jahre 2009 als Miniserie Emma in vier Teilen. 

## Inhalt
siehe: Emma, Roman.

## Musik
The Twenty-ninth of May, Tanzlied, aus: John Playfords The English Dancing Master, First Edition 1651.